# Ivan Moody

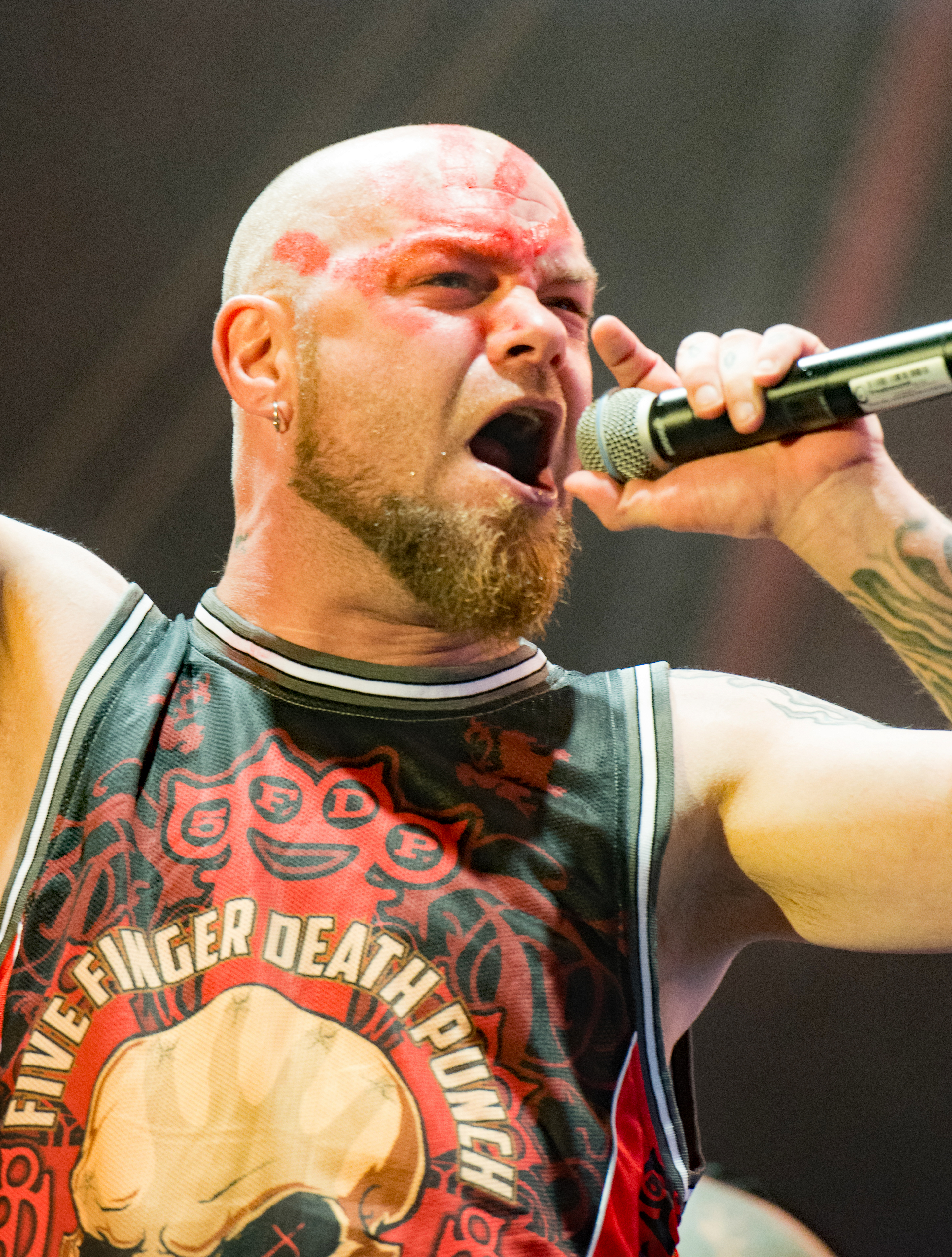
Moody live in 2016

Ivan Moody (7 januari 1980) is de zanger van de metalband Five Finger Death Punch (5FDP), uit Las Vegas. De band is in 2005 gevormd.